# Episodi di Dragon Quest

Popp, Dai e Maam nella sigla di apertura della serie

Questa è la lista degli episodi dell'anime Dragon Quest, tratto dal manga Dragon Quest: The Adventure of Dai scritto da Riku Sanjo e disegnato da Kōji Inada.
L'anime conta 46 episodi e fu trasmesso per la prima volta in Giappone dalla Tokyo Broadcasting System (TBS) dal 17 ottobre 1991 al 24 settembre 1992. Esso narra le stesse vicende del manga, pur aggiungendoci qualche filler, ma solo fino ad un punto della storia equivalente a circa la metà del decimo tankōbon. La storia dell'anime infatti si conclude con il protagonista che riesce ad opporsi all'attacco mentale di Baran ed a reagire, e questi che si dà ad una fuga strategica con l'intenzione di tornare presto all'attacco, mentre la squadra di prodi, felice per la vittoria, è unita più che mai e sicura di sé in vista delle sfide future.
In Italia è stato trasmesso prima da Junior TV con sigle originali e con alcune censure dal gennaio 1998 con titolo Dragon Quest, poi da Italia 1 con sigla italiana, pesanti censure e col titolo I Cavalieri del Drago dal 21 maggio 2002, e infine da Italia Teen Television dal 1º ottobre 2003 le repliche di quanto andato in onda su Italia 1.
Al Jump Festa 2020 è stata annunciata la produzione di una nuova serie anime, prevista per l'ottobre 2020. Questo nuovo adattamento coprirà tutto il manga. La serie, intitolata Dragon Quest: L'avventura di Dai, viene trasmessa su TV Tokyo ed altre reti affiliate dal 3 ottobre 2020. In Italia la serie viene pubblicata su Crunchyroll in versione sottotitolata.

## Lista episodi
| Nº                                                          | Titolo italiano Giapponese 「Kanji」 - Rōmaji                                                                                                | In onda           | In onda |
| Nº                                                          | Titolo italiano Giapponese 「Kanji」 - Rōmaji                                                                                                | Giapponese        |         |
| Arco della nascita (誕生編?, Tanjō-hen) (8 episodi)         | |                   |         |
| 1                                                           | Sono un piccolo prode 「オレは小さな勇者ダイ‼」 - Ore wa chiisana yūsha Dai!!                                                                | 17 ottobre 1991   |         |
| 2                                                           | La principessa Lilibeth 「死なせてたまるかレオナ姫」 - Shinasete tamaru ka Reona hime                                                        | 24 ottobre 1991   |         |
| 3                                                           | Il segno del drago 「怒れダイ!輝け竜の紋章!!」 - Ikare Dai! Kagayake Doragon no monshō!!                                                     | 31 ottobre 1991   |         |
| 4                                                           | Avan, il maestro dei prodi 「勇者の家庭教師 アバン登場」 - Yūsha no katei kyōshi Aban tōjō                                                   | 7 novembre 1991   |         |
| 5                                                           | L'allenamento speciale di Tom 「アバン流•勇者の超特訓‼」 - Aban-ryū yūsha no chō-tokkun!!                                                    | 14 novembre 1991  |         |
| 6                                                           | Il grande Haddler 「魔王ハドラー出現!キメろ必殺技海波斬‼」 - Maō Hadorā shutsugen! Kimero hissatsu waza kaihazan!!                           | 21 novembre 1991  |         |
| 7                                                           | Haddler contro Avan 「卒業の証は仮免、決戦‼ ハドラー対アバン」 - Sotsugyō no akashi wa karimen, kessen!! Hadorā tai Aban                     | 28 novembre 1991  |         |
| 8                                                           | Il sacrificio di Avan 「アバン自己犠牲呪文に散る!? 撃て•最高技‼」 - Aban megante ni chiru!? Ute, Sutrasshu!!                                 | 5 dicembre 1991   |         |
| Arco della partenza (旅立ち編?, Tabidachi-hen) (8 episodi)  | |                   |         |
| 9                                                           | Addio Dermlin! 「さらばデルムリン島!大冒険への旅立ち‼」 - Saraba Derumurin-tō! Daibōken e no tabidachi!!                                     | 12 dicembre 1991  |         |
| 10                                                          | Drakon, il re della foresta 「さまよえる魔の森!獣王クロコダイン登場」 - Samayoeru ma no mori! Jūō Kurokodain tōjō                            | 19 dicembre 1991  |         |
| 11                                                          | La spada di Avan 「うなる真空の斧!むかえ撃てアバン流刀殺法」 - Unaru shinkū no ono! Mukaeute Aban-ryū tōsappō                                | 9 gennaio 1992    |         |
| 12                                                          | La pistola magica 「我らが師アバン、魔弾銃に残された思い出」 - Warera ga shi Aban, Madan Gan ni nokosareta omoide                            | 16 gennaio 1992   |         |
| 13                                                          | La trappola 「妖魔司教ザボエラの罠 あ!?ニセ勇者御一行様」 - Yōma shikyō Zaboera no wana: o! Nise yūsha go-ikkō-sama                          | 23 gennaio 1992   |         |
| 14                                                          | L'esercito degli animali all'attacco 「百獣魔団総進撃‼ ロモス王国の危機を救え!」 - Hyakujū madan sō-shingeki!! Romosu ōkoku no kiki o sukue! | 30 gennaio 1992   |         |
| 15                                                          | Nonno Ubaldo attacca Tom 「なぜ?ダイを襲うブラス‼ 卑劣なり妖魔司教」 - Naze? Dai o osou Burasu!! Hiretsu nari yōma shikyō                    | 6 febbraio 1992   |         |
| 16                                                          | Forza Daniel! 「ふるい起こせポップ!ひとかけらの勇気を‼」 - Furuiokose Poppu! Hito kakera no yūki o!!                                         | 13 febbraio 1992  |         |
| Arco della lotta disperata (死闘編?, Shitō-hen) (8 episodi) | |                   |         |
| 17                                                          | La forza dell'amicizia 「奇跡を呼ぶ破邪呪文‼友情よいまここに...」 - Kiseki o yobu haja jumon!! Yūjō yo ima koko ni...                        | 20 febbraio 1992  |         |
| 18                                                          | Il piccolo eroe 「怒りの紋章が直撃‼ ほえる獣王クロコダイン」 - Ikari no monshō ga chokugeki!! Hoeru jūō Kurokodain                           | 27 febbraio 1992  |         |
| 19                                                          | Una brutta sorpresa 「海を渡れダイ!魔王軍6大軍団長集結」 - Umi o watare Dai! Maōgun roku-dai gundanchō shūketsu                              | 5 marzo 1992      |         |
| 20                                                          | Nemesis lo spadaccino 「恐るべき敵あらわる!? 魔剣戦士ヒュンケル!」 - Osorubeki teki arawaru!? Maken senshi Hyunkeru!                         | 12 marzo 1992     |         |
| 21                                                          | La spada del male 「父の敵は·アバン!? 憎しみの黒き最強剣‼」 - Chichi no teki wa Aban!? Nikushimi no kuroki saikyō ken!!                      | 19 marzo 1992     |         |
| 22                                                          | La mano del diavolo 「暗黒闘気!”闘魔傀儡掌”がダイを襲う‼」 - Ankoku tōki! "Tōma kugutsushō" ga Dai o osou!!                                  | 26 marzo 1992     |         |
| 23                                                          | Mara è in pericolo 「マァムの危機!力を合わせて稲妻を呼べ‼」 - Māmu no kiki! Chikara o awasete inazuma o yobe!!                               | 16 aprile 1992    |         |
| 24                                                          | Il labirinto mortale 「マァムを救え!地底魔城潜入·死の迷宮‼」 - Māmu o sukue! Chitei majō sennyū, shi no meikyū!!                             | 23 aprile 1992    |         |
| Arco della crociata (聖戦編?, Seisen-hen) (8 episodi)       | |                   |         |
| 25                                                          | Grazie per il dolce ricordo 「思い出を...ありがとう... 真実の父の声‼」 - Omoide o... arigatō... shinjitsu no chichi no koe!!                 | 30 aprile 1992    |         |
| 26                                                          | Il guerriero solitario 「さらば孤独の戦士ヒュンケル‼ 決着の魔法剣」 - Saraba kodoku no senshi Hyunkeru!! Ketchaku no mahō ken                | 7 maggio 1992     |         |
| 27                                                          | Operazione: salvare Lilibeth 「空から来た味方‼ ダイよ急げレオナのもとへ」 - Sora kara kita mikata!! Dai yo isoge Reona no moto e             | 14 maggio 1992    |         |
| 28                                                          | Il signore delle fiamme di ghiaccio 「レオナはオレが守る‼ 対決‼勇者対氷炎将軍」 - Reona wa ore ga mamoru!! Taiketsu!! Yūsha tai hyōen shōgun | 21 maggio 1992    |         |
| 29                                                          | Una statua di ghiaccio 「氷炎結界!!ああ! レオナが凍れる美女に…」 - Hyōen kekkai!! Ā! Reona ga kōreru bijo ni...                              | 28 maggio 1992    |         |
| 30                                                          | L'allenamento speciale del mago Matlif 「アバンの親友!? 大魔導士マトリフの大特訓‼」 - Aban no shin'yū!? Dai-madōshi Matorifu no dai-tokkun!! | 4 giugno 1992     |         |
| 31                                                          | L'isola di Balgar 「レオナ救出作戦の始まりだ! バルジ島上陸‼」 - Reona kyūshutsu sakusen no hajimari da! Baruji-tō jōriku!!                   | 11 giugno 1992    |         |
| 32                                                          | Il salvatore immortale 「宿敵ハドラー‼ポップよ勇気で立ち向かえ‼」 - Shukuteki Hadorā!! Poppu yo yūki de tachimukae!!                         | 18 giugno 1992    |         |
| Arco dell'amore coraggioso (勇愛編?, Yuai-hen) (8 episodi)  | |                   |         |
| 33                                                          | Il ritorno di Nemesis 「戦士は復活した‼激突ヒュンケル対ハドラー」 - Senshi wa fukkatsu shita!! Gekitotsu Hyunkeru tai Hadorā                 | 25 giugno 1992    |         |
| 34                                                          | L'incredibile Grande Croce 「いのちの輝き! 最終闘気·グランドクルス‼」 - Inochi no kagayaki! Saishū tōki Gurando Kurusu!!                     | 2 luglio 1992     |         |
| 35                                                          | Lotta all'ultimo sangue 「フレイザード勝利への執念! 嵐の弾岩爆花散」 - Fureizādo shōri e no shūnen! Arashi no dangan bakkazan                | 9 luglio 1992     |         |
| 36                                                          | La tecnica di Avan 「でたっ! アバン流最後の奥義·空裂斬‼」 - Deta! Aban-ryū saigo no ōgi kūretsuzan!!                                         | 16 luglio 1992    |         |
| 37                                                          | L'attacco di Avan 「アバンストラッシュ‼ いま...すべてを斬る...」 - Aban Sutorasshu!! Ima... subete o kiru...                                 | 23 luglio 1992    |         |
| 38                                                          | La vittoria e le decisioni di Mara 「アバンの使徒の道...そしてマァムの決意」 - Aban no shito no michi... soshite Māmu no ketsui              | 30 luglio 1992    |         |
| 39                                                          | Arrivederci Mara 「すばらしき仲間マァムよ、また会う日まで...」 - Subarashiki nakama Māmu yo, mata au hi made...                              | 6 agosto 1992     |         |
| 40                                                          | Strani acquisti 「ベンガーナへ買い物だ‼ デパートへ行こう!」 - Bengāna e kaimono da!! Depāto e ikō!                                           | 13 agosto 1992    |         |
| Arco del destino (宿命編?, Shukumei-hen) (6 episodi)        | |                   |         |
| 41                                                          | L'esercito dei super draghi 「超竜軍団上陸!ベンガーナの街を守れ‼」 - Chōryū gundan jōriku! Bengāna no machi o mamore!!                       | 20 agosto 1992    |         |
| 42                                                          | Il misterioso regno di Teran 「神秘の国テラン王国... 伝説に眠る竜の騎士!」 - Shinpi no kuni Teran ōkoku... densetsu ni nemuru ryū no kishi!  | 27 agosto 1992    |         |
| 43                                                          | La vera identità di Tom 「竜騎将バランは語る...竜の騎士の使命!」 - Ryūkishō Baran wa kataru... ryū no kishi no shimei!                       | 3 settembre 1992  |         |
| 44                                                          | Lotta tra padre e figlio 「親子の絆は悲しき運命! 父と子の闘い‼」 - Oyako no kizuna wa kanashiki sadame! Chichi to ko no tatakai!!            | 10 settembre 1992 |         |
| 45                                                          | Vita in pericolo 「最強の秘密は竜闘気!? オレ達のダイを守れ!」 - Saikyō no himitsu wa ryū tōki!? Oretachi no Dai o mamore!                    | 17 settembre 1992 |         |
| 46                                                          | La strada è lunga 「ダイよ立ち上がれ!勇者のみちは永遠に!」 - Dai yo tachiagare! Yūsha no michi wa eien ni!                                   | 24 settembre 1992 |         |

## Home video

### Giappone
VHS
Gli episodi di Dragon Quest sono stati pubblicati per il mercato home video nipponico in ventitré VHS dal 24 aprile 1992 al 26 marzo 1993.
| N° | Data              | Episodi | Fonte  |
| -- | ----------------- | ------- | ------ |
| 1  | 24 aprile 1992    | 1-2     | [ 10 ] |
| 2  | 24 aprile 1992    | 3-4     | [ 17 ] |
| 3  | 22 maggio 1992    | 5-6     | [ 18 ] |
| 4  | 22 maggio 1992    | 7-8     | [ 19 ] |
| 5  | 26 giugno 1992    | 9-10    | [ 11 ] |
| 6  | 26 giugno 1992    | 11-12   | [ 20 ] |
| 7  | 24 luglio 1992    | 13-14   | [ 21 ] |
| 8  | 24 luglio 1992    | 15-16   | [ 22 ] |
| 9  | 16 agosto 1992    | 17-18   | [ 12 ] |
| 10 | 16 agosto 1992    | 19-20   | [ 23 ] |
| 11 | 25 settembre 1992 | 21-22   | [ 24 ] |
| 12 | 25 settembre 1992 | 23-24   | [ 25 ] |
| 13 | 23 ottobre 1992   | 25-26   | [ 13 ] |
| 14 | 23 ottobre 1992   | 27-28   | [ 26 ] |
| 15 | 27 novembre 1992  | 29-30   | [ 27 ] |
| 16 | 27 novembre 1992  | 31-32   | [ 28 ] |
| 17 | 18 dicembre 1992  | 33-34   | [ 14 ] |
| 18 | 18 dicembre 1992  | 35-36   | [ 29 ] |
| 19 | 22 gennaio 1993   | 37-38   | [ 30 ] |
| 20 | 22 gennaio 1993   | 39-40   | [ 31 ] |
| 21 | 26 febbraio 1993  | 41-42   | [ 15 ] |
| 22 | 26 febbraio 1993  | 43-44   | [ 32 ] |
| 23 | 26 marzo 1993     | 45-46   | [ 16 ] |

Blu-ray Disc
L'intera serie è stata raccolta in unico box Blu-ray uscito il 3 luglio 2020.
| N° | Data          | Dischi | Episodi | Fonte  |
| -- | ------------- | ------ | ------- | ------ |
| 1  | 3 luglio 2020 | 6      | 1-46    | [ 33 ] |